# Kumminagatta, Holalkere
Kumminagatta là một làng thuộc tehsil Holalkere, huyện Chitradurga, bang Karnataka, Ấn Độ.